# Ризько-Орловська залізниця
Ризько-Орловська залізниця — казенна залізниця в Російській імперії. В управлінні залізниці перебували лінії на території Ліфляндської, Вітебської, Курляндської, Ковенської, Могильовської, Смоленської та Орловської губерній. Залізниця сполучала центральні райони Росії з портами на Балтійському морі у Ризі та Лібаві.

## Історія

### Передумови
З розвитком капіталізму в Росії зростала потреба як у внутрішніх перевезеннях, так і в експортних. Переправлення вантажів за кордон йшла через порти на Балтійському морі, куди вони доставлялися річковим транспортом та змішаними способами, що робило її досить витратними. Тому вища влада ухвалила рішення про спорудження мережі залізниць, яким займалося Головне управління шляхів сполучення та публічних будівель, очолюване з 1855 року генералом від інфантерії Костянтин Чевкін.
Генерал-губернатор Риги (1848—1861), князь Олександр Суворов у 1856 році представив імператору Олександру II доповідну записку з обґрунтуванням доцільності проєктування залізничної магістралі від Риги до Даугавпілс, щоб уникнути проблем з судноплавством, що виникали на Західній Двіні на ділянці від Якобштадта до Кокенсгаузена, на той час річковий шлях був основним маршрутом для вантажів для Ризького порту. Костянтин Чевкін поставив на записці резолюцію: «...для Росії, як для держави переважно землеробської, вельми важливо по можливості здешевити доставлення хліба до балтійських портів».
23 січня 1858 року Олександр II затвердив Статут Товариства Ризько-Дінабурзької залізниці. Будівельні роботи на першій в Прибалтиці залізниці почалися 8 травня 1858 року, коли генерал-губернатор Риги Олександр Суворов заклав перший камінь в будівлю першого Ризького вокзалу, після проведеного молебню та водосвячення.

### Будівництво ліній
Для керівництва будівництвом уряд Російської імперії запросив до Ліфляндії англійських інженерів, замовивши перші рейки і обладнання у британської компанії «Weardale Iron Company». Будівництво було поділено на чотири дільниці: інженер Гонінгс відповідав за дистанцію від Риги до 40-ї версти (приблизно 43-й км), надалі до 94-ї версти будував інженер Вільямс, до 145-ї версти — Біддер і за останню дільницю відповідав Гуттон.
В 1858—1861 роках товариством Ризько-Дінабурзької залізниці була побудована лінія Рига — Дінабург (завдовжки 217 км), рух якою офіційно було відкрито 25 вересня 1861 року.
5 жовтня 1866 року відкрита лінія від Дінабурга до Вітебська, 10 жовтня 1868 році — лінія від Вітебська до Рославля, а також побудовані лінії:
- Торенсберг — Мітау — Муравйов (1868—1873);
- Рига — Больдераа (1872);
- Зассенгоф — Тукумс (1877);
- Вітебськ — Орша — Могильов — Жлобин (1902), які згодом увійшли до складу Ризько-Орловської залізниці[5][6][7].

### Експлуатація залізниці
Управління залізниці утворено 1895 року, в результаті об'єднання Ризько-Двінської, Двінсько-Вітебської та Орловсько-Вітебської залізниць. Казенна залізниця прокладена територією Ліфляндської, Вітебської, Курляндської, Ковенської, Могильовської, Смоленської, Орловської губерній, що сполучила центральну частину Росії з балтійськими морськими портами Риги та Лібави для експортного постачання хлібних вантажів та лісоматеріалів.
Залізниця здійснювала великі експортні перевезення вантажів, в основному збіжжя, зі станцій Орел, Наришкіно, Хотинець, а також лісоматеріалів зі станцій Жуківка, Акуличі, Брянськ. Значний вантажопотік у напрямку морських портів залізниця отримувала від Південно-Східних залізниць та  Рязансько-Уральської залізниці.
Ризько-Орловська залізниця забезпечувала роботою Ризький, Лібавський та Віндавський порти, до 1897 року досягнувши перевезення майже 4,5 мільйона пасажирів, майже 40 тонн товарів великої швидкості (включаючи багаж) та близько 5 тис. тонн вантажів малої швидкості.
Управління Ризько-Орловської залізниці знаходилося у Ризі. В 1911 році для Управління залізниці була споруджена будівля в стилі неокласицизму (на вулиці Гоголя, 3), за проєктом архітектора Верховського Андрія Володимировича. Місце для будівництва було обрано поруч з фасадом Ризького залізничного вокзалу, до Першої світової війни зверненим на ту ж вулицю, яка отримала свою назву в 1902 році. Перед вокзалом була облаштована площа, на якій здійснювали зупинку декілька трамвайних маршрутів та автостоянка.
Станом на 1913 рік протяжність залізниці становила 1460 верст (в тому числі 739 верств — двоколійні дільниці), або 1546,7 км. Ризько-Орловська залізниця мала загальну станцію у Смоленську з Рязансько-Уральською залізницею.
У травні 1918 року частина ліній Ризько-Орловської залізниці була передана до НКШС, а частина ліній відійшли до Балтійських країн. Незабаром перевезення вантажів в Балтійських країнах різко скоротилося, тому частину будівлі надали у розпорядження Латвійської академії мистецтв, яка розміщувалася з 1920 по 1940 роки. Після приєднання Латвії до складу СРСР, в будівлі розміщувалося Управління Прибалтійської залізниці.
Після 1945 року всі лінії увійшли до загальнодержавної мережі залізниць СРСР. Станом на 2006 рік основні лінії залізниці входять до складу Білоруської, Московської та Латвійської залізниці.

## Інфраструктура
Рухомий склад залізниці складався з  515 паровозів, 13864 вантажних та 819 пасажирських вагонів.
У власності залізниці перебували залізничні майстерні у Ризі, Двінську, Рославлі, Орлі, Могильові, Полоцьку, Вітебську, Смоленську, а також шпалопросочувальний завод та складські приміщення на станціях Рига, Двінськ, Рославль, Вітебськ.
Залізниця забезпечувала замовленнями на вагони найбільший вагонобудівний завод «Руссо-Балт».

## Галерея

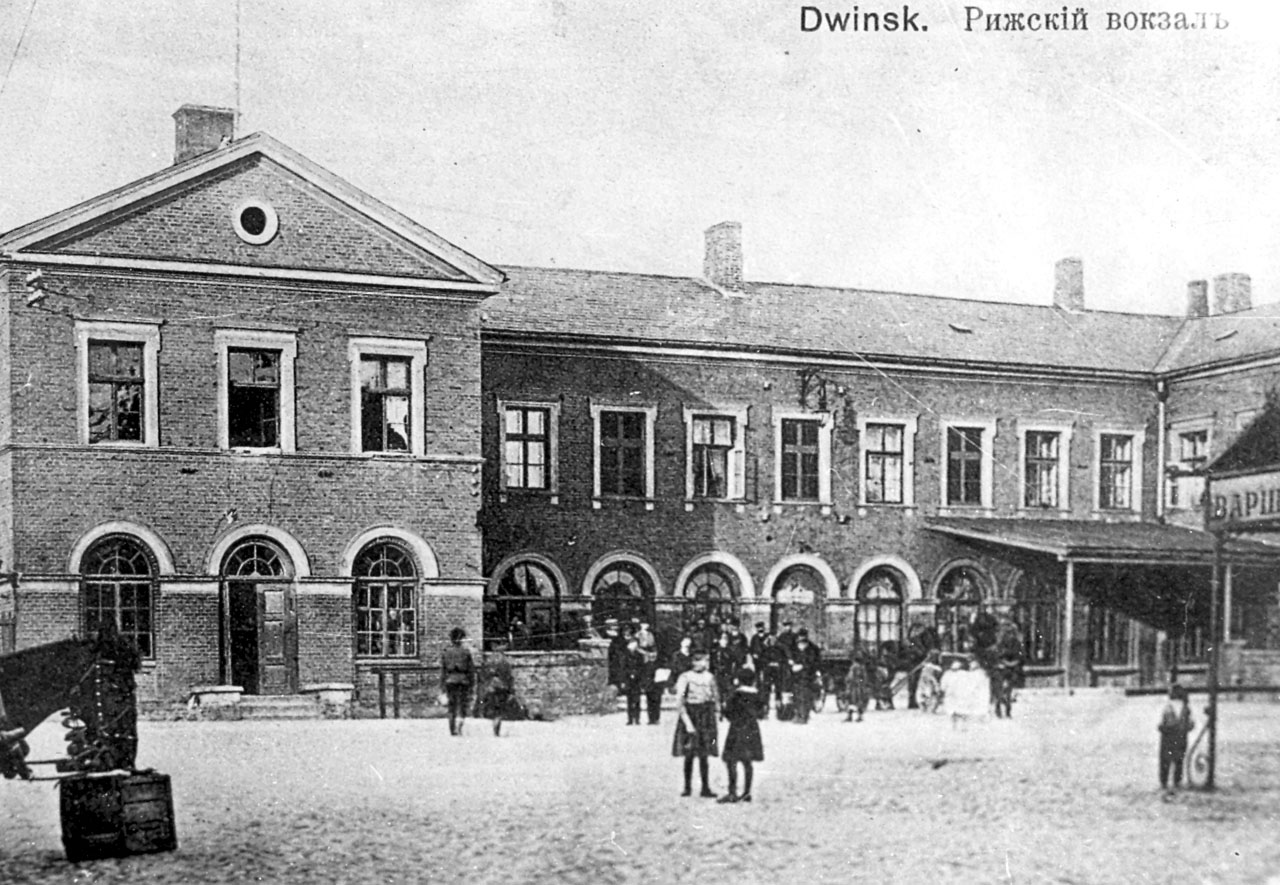
Ризький вокзал у Двінську
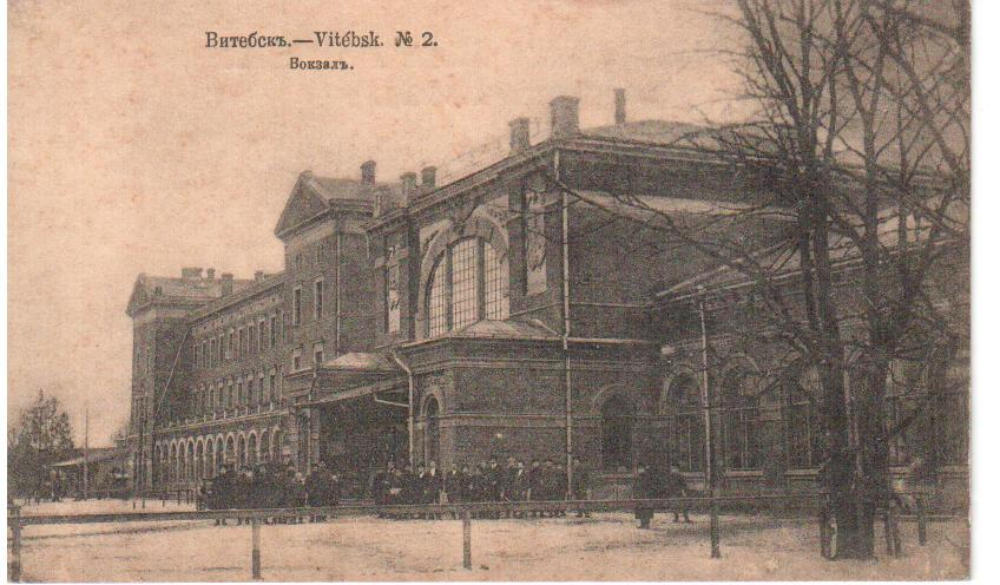
Вокзал у Вітебську (приблизно 1904—1917)
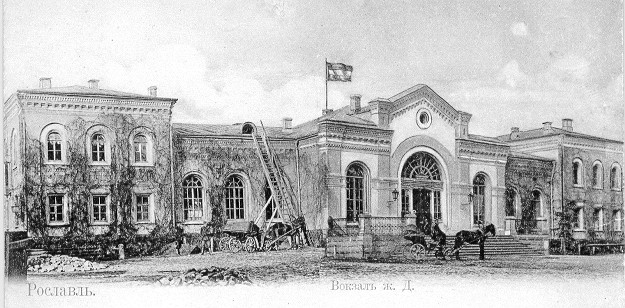
Вокзал в Рославлі
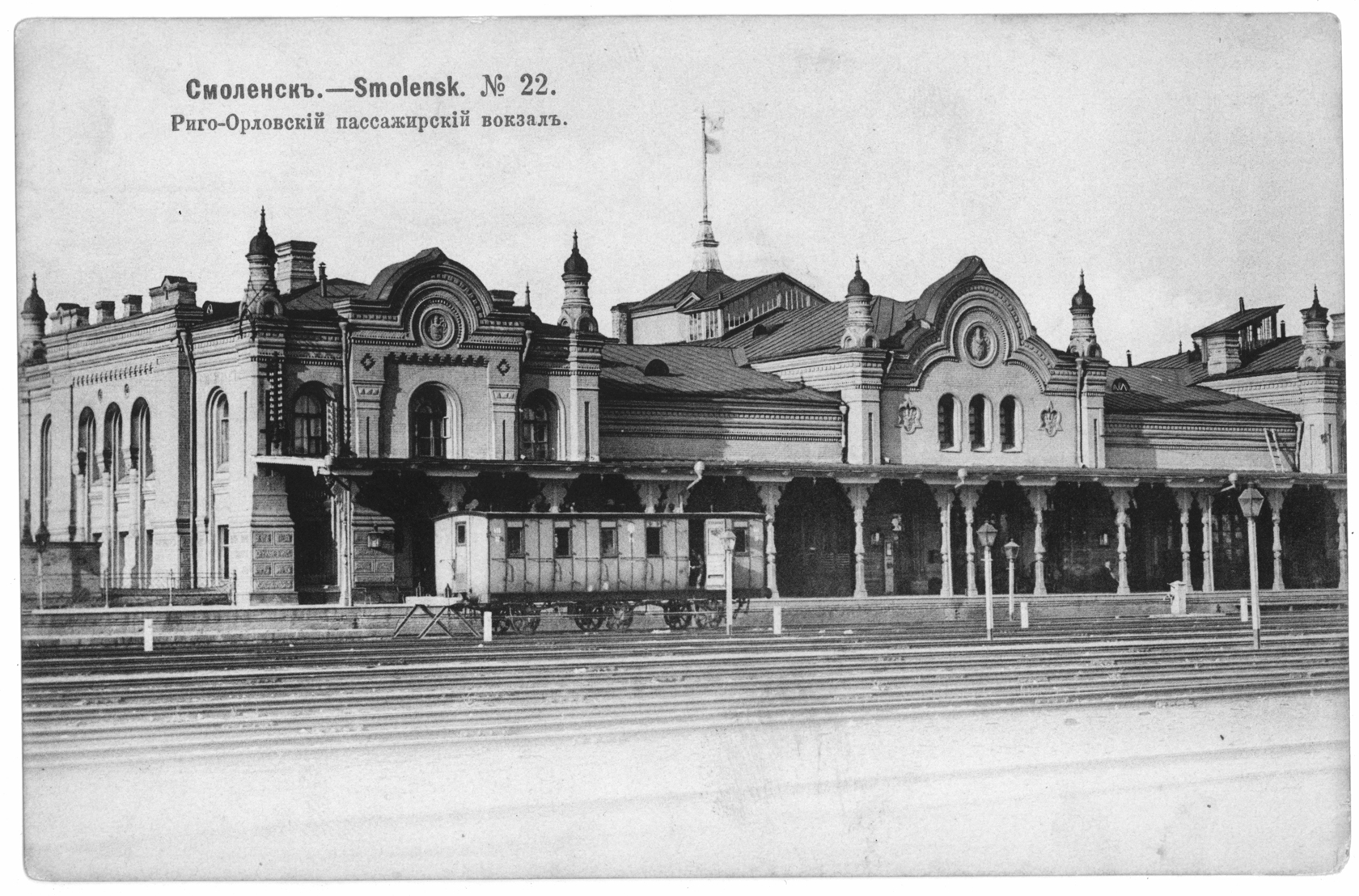
Вокзал в Смоленську
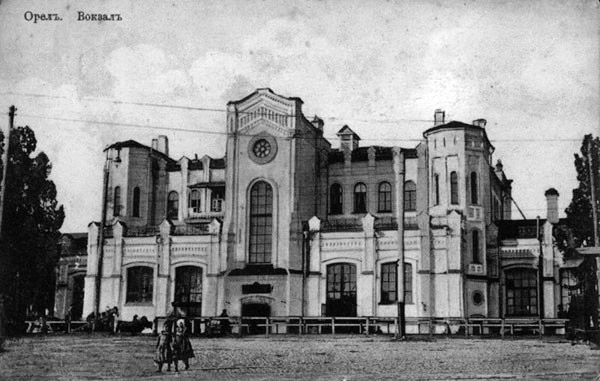
Вокзал в Орлі (1868—1943)